# إنريكي مارتين مونريال
إنريكي مارتين مونريال (بالإسبانية: Enrique Martín Monreal)‏ (9 مارس 1956 في إسبانيا - ) هو مدرب كرة قدم ولاعب كرة قدم إسباني في مركز الهجوم. شارك مع منتخب إسبانيا تحت 23 سنة لكرة القدم ومنتخب إسبانيا ب لكرة القدم ومنتخب إسبانيا لكرة القدم. أما مع النوادي، فقد لعب مع أوساسونا ونادي تطيلانو ونادي لاردة وأوساسونا ب.

## وصلات خارجية
- إنريكي مارتين مونريال على موقع قاعدة بيانات كرة القدم.إي يو (الإنجليزية)
- إنريكي مارتين مونريال على موقع ناشيونال فوتبول تيمز (الإنجليزية)
- إنريكي مارتين مونريال على موقع عالم كرة القدم.نت (الإنجليزية)